# Полагнюк Василь Васильович
Васи́ль Васи́льович Полагню́к (1990—2024) — майор Національної гвардії України, учасник російсько-української війни. Герой України (2025, посмертно).

## Життєпис
Народився 28 грудня 1990 року в селі Текуча Яблунівської громади на Івано-Франківщині. Тривалий час мешкав у Києві.
Був професійним кінологом.
Став на захист України на початку повномасштабного вторгнення РФ в Україну. Спочатку служив у 25-й окремій бригаді охорони громадського порядку імені князя Аскольда Нацгвардії. Згодом воїн перевівся до бригади «Буревій» НГУ.
7 травня 2024 року поранений у бою в Серебрянському лісі на Луганщині. Упродовж п'яти днів боровся за життя. Помер 12 травня 2024 року.
Залишився син Максим.

## Нагороди
- Герой України (26 лютого 2025, посмертно) — за особисту мужність і героїзм, виявлені у захисті державного суверенітету та територіальної цілісності України, самовіддане служіння Українському народові[3].